# Снядово (гміна)
Гміна Снядово (пол. Gmina Śniadowo) — сільська гміна у східній Польщі. Належить до Ломжинського повіту Підляського воєводства.
Станом на 31 грудня 2011 у гміні проживало 5592 особи.

## Територія
Згідно з даними за 2007 рік площа гміни становила 162.59 км², у тому числі:
- орні землі: 77.00%
- ліси: 17.00%

Таким чином, площа гміни становить 12.01% площі повіту.

## Населення
Станом на 31 грудня 2011:
| Опис     | Загалом | Загалом | Чоловіки | Чоловіки | Жінки | Жінки |
| -------- | ------- | ------- | -------- | -------- | ----- | ----- |
| одиниця  | осіб    | %       | осіб     | %        | осіб  | %     |
| все      | 5592    | 100     | 2831     | 50.63    | 2761  | 49.37 |
| міське   | 0       | 100     | 0        |          | 0     |       |
| сільське | 5592    | 100     | 2831     | 50.63    | 2761  | 49.37 |

## Сусідні гміни
Гміна Снядово межує з такими гмінами: Галінув, Ломжа, Мястково, Старий Люботинь, Трошин, Червін, Шумово.